# Morcego-nariz-de-porco-de-kitti
O morcego-nariz-de-porco-de-kitti (Craseonycteris thonglongyai) é uma espécie de morcego da família Craseonycteridae. Pode ser encontrado na Tailândia e Myanmar. É a única espécie do gênero Craseonycteris.

## Características
Ele é considerado o mamífero de menor porte, pesando aproximadamente 2 gramas e envergadura de 3 cm quando adulto.